# Aleksandr Borisow (piłkarz)
Aleksandr Prokofjewicz Borisow (ros. Александр Прокофьевич Борисов, ur. 12 września 1899, zm. 30 października 1983) – radziecki i rosyjski piłkarz, grający na pozycji prawego skrzydłowego, zawodnik moskiewskich drużyn S. K. Z. oraz Dinamo.
Autor klubowego emblematu Dinama.